# Testimone oculare (film 1989)
Testimone oculare è un film per la televisione del 1989, diretto da Lamberto Bava. Il film è noto anche come Protezione a vista.
È uno dei quattro film della serie "Alta Tensione", insieme a L'uomo che non voleva morire, Il maestro del terrore e Il gioko, prodotti da Reteitalia per la Fininvest nel 1989 ma rimasti inediti per lungo tempo. La prima trasmissione di questo film avvenne infatti solo nel 1999 su Italia 1.

## Trama
Una donna cieca rimane chiusa all'interno di un centro commerciale e si ritrova ad assistere a un delitto in cui viene uccisa una dipendente. La polizia avvia le indagini, aiutata dalla donna che, seppur ipovedente, è in grado di percepire le vibrazioni delle persone e potenzialmente anche dell'assassino.